# Hail the Sun
Hail the Sun est un groupe de post-hardcore américain originaire de Chico, en Californie. 
Le groupe, formé en 2009, est constitué de Donovan Melero (batterie et chant), Shane Gann (guitare), Aric Garcia (guitare rythmique) et John Stirrat (basse).

## Histoire

### 2009–2013: Débuts,POW! Right In the KisseretElephantitis
Originaires de Chico, en Californie, les membres du groupe Donovan Melero, Shan Gann, Aric Garcia et John Stirrat ont formé Hail the Sun pendant qu'ils étaient à l'université. Leur premier album studio POW! Right In the Kisser, écrit et enregistré en 3 mois, est sorti le 21 mai 2010.
Le groupe a publié l'EP Elephantitis le 3 juillet 2012. La création de cet EP a été influencé par le style d'autres groupes tels que The Fall of Troy ou Hot Cross.

### 2014–2017:Wake,Culture Scarset l'EPSecret Wars
Après 3 ans de tournée, Hail the Sun rencontre le groupe de post-hardcore Dance Gavin Dance et ils signent avec Blue Swan Records, label indépendant de Will Swan. Avec ce label, Hail the Sun publie l'abum Wake.
Le 3 décembre 2015, il est révélé que le groupe ne collabore plus avec Blue Swan Records et a signé chez Equal Vision Records, en publiant une première version de leur musique Paranoia. Le 25 mars 2016, le groupe publie la version officiel du single Paranoia et il est annoncé le 27 avril que leur 3e album studio Culture Scars sortira le 17 juin 2016.

## Membres
- Donovan Melero : batterie et chant
- Shane Gann : guitare
- Aric Garcia : guitare rythmique
- John Stirrat : basse

## Discographie

### Albums
- 2010 : POW! Right In the Kisser!
- 2014 : Wake
- 2016 : Culture Scars
- 2018 : Mental Knife
- 2021 : New Age Filth
- 2023 : Divine Inner Tension

### EP
- 2012 : Elephantitis
- 2017 : Secret Wars